# 渡邊義弘
渡邊 義弘（わたなべ よしひろ、1975年5月26日 ‐ ）は、日本の情報学、政策学の研究者。

## 略歴・人物
- 2011年4月　　三重県松阪市情報政策担当官
- 2013年3月　　東京大学大学院学際情報学府博士課程満期退学
- 2013年4月　　東京大学大学院情報学環特任研究員
- 2013年4月　　愛知県常滑市情報政策担当員
- 2016年10月　 東京大学客員研究員

## 専門分野
情報学、政策学

## 研究テーマ
情報のかけ橋の理論構築と実践研究（社会学、情報学、政策学の学際領域）

## 研究業績
「八重山商工高等学校・琉球サンバダンスユニット宮城姉妹・石垣市地域おこし協力隊による"クジャクの羽根アクセサリー作りワークショップ"の報告」　畜産技術協会　『畜産技術』　763号　pp.43-48　2018
「石垣島の中学生による地元水産物をPRするPOP広告作りのワークショップ～若者の水産物消費促進に向けた"石垣島モデル"の提案～」　全国漁業協同組合連合会(JF)　『漁協(くみあい)』　163号　pp.22-25　2017
「八重山農林高等学校・八重山調理師会・石垣市連携による"ジビエ調理開発ワークショップ"の報告～産学官連携で鳥獣害に立ち向かう石垣島の挑戦～」　畜産技術協会　『畜産技術』　749号　pp.40-45　2017
「石垣市地域おこし協力隊と石垣市立図書館の協働による"ここがいいね！"利用者アンケートと職員ワークショップの報告～地域おこしの拠点として図書館を位置づける日本最南端の試み～」　日本図書館協会　『図書館雑誌』　Vol.111 No.9　pp.622-624　2017
「市民サービスの視点から見た松阪市の情報政策の現状―情報化推進の自治体間比較による定量的評価の試み」　『三重中京大学地域社会研究所報』　第24号　pp.237-278　2012
"A Workshop 'Tekuteku': Creation and Preservation of Local Information Linking Outdoor Activities to Public Libraries", Proceedings of the Fourth International Workshop on Regional Innovation Studies 2012(IWRIS2012), pp.60-63, Mie University, Tsu, Japan, Oct.11-12, 2012.

## 掲載
- 『平成30年版　水産白書』(農林水産省)　p.132　「一人当たりの魚介類の消費量が日本一少ない沖縄県の生徒たちが取り組む魚食普及活動『石垣島モデル』」

## 報道
- 『中日新聞』
  - 2011年4月2日「情報政策担当官、渡邊さんに委嘱」（朝刊・第18面）
  - 2011年5月14日「活きな人　松阪市情報政策担当官　渡辺義弘さん」（朝刊・第22面）
  - 2012年2月10日「松阪市HPを一新　発信情報を整理　障害者らに配慮　20日から閲覧可能に」（朝刊・第18面）
  - 2012年4月11日「松阪市の情報政策　市民サービス不十分　他の自治体と比較分析　全庁的取り組み課題　担当の渡辺さん提言」（朝刊・第18面）
  - 2012年5月31日「ソーシャルメディア　松阪市職員が研修」（朝刊・第20面）
  - 2012年6月5日「石巻の漁師応援の輪　料理写真でワカメPR　松阪市職員のネット投稿を機に」（朝刊・第16面）
  - 2012年6月30日「地域の活性化へ　朝会で情報交換　松阪市職員渡辺さん　フェイスブックで呼び掛け　出勤前　手軽な交流」（朝刊・第22面）
  - 2012年7月11日「災害時の連絡にフェイスブックを　松阪宇気郷　過疎の山間地で活用講座　集落孤立の恐れも　万一に備え住民ら学ぶ」（朝刊・第14面）
  - 2012年10月27日「図書館で紡ぐ地域づくり　てくてく活動を学会発表　松阪の渡辺さん　ネットの仲間で街歩き集めた情報冊子で開示」（朝刊・第20面）
  - 2012年11月14日「人と街　てくてく結ぶ　三重・松阪　ネットで交流　集めた情報　冊子に」（夕刊・第3面）
  - 2013年4月23日「常滑で”朝会”始まる　住民ら　　まちづくりなど議論」（朝刊・第18面）
  - 2013年5月10日「常滑焼の良さ　ネットでPR　協同組合有志”フェイスブック”講座　販売落ち込む中　発信方法を議論」（朝刊・第17面）
  - 2013年7月4日「活動内容広報へ ネット活用探る JAあいち知多 女性組合員組織」（朝刊・第20面）
  - 2013年7月5日「外国人に『TOKONAME』発信 交流サイトに英語ページ 名所や催し紹介 街に観光客呼び込む」（朝刊・第20面）
  - 2013年7月24日「医療に活用『いいね！』 常滑市民病院 医師らFB発信学ぶ」（朝刊・第18面）
  - 2013年11月22日「ネット活用の情報発信学ぶ 常滑で消防士ら」（朝刊・第18面）
  - 2014年3月27日「常滑活性化へ産官学連携　ネットサイトで観光、産業PR」（朝刊・第16面）
  - 2014年4月26日「情報発信の仕方 常滑署員が学ぶ」（朝刊・第23面）
  - 2014年6月26日「足で収集　まちの情報発信　常滑の3人、冊子を発行」（朝刊・第22面）
- 『夕刊三重』
  - 2011年4月2日「市、情報政策担当官に渡邊さんを任命」（第7面）
  - 2011年4月25日「てくてく友の会　歩いてわが町を紹介　松阪市特別職渡邊さんら　冊子に編集し図書館で活用」（第1面）
  - 2011年7月27日「情報で市民の信頼築く　松阪市の情報政策担当官を務める渡邊義弘さん」（第6面）
  - 2011年8月27日「市役所　松阪肉おにぎり、売店に渡邊さん提案、昼過ぎには完売」（第6面）
  - 2012年1月12日「40年ぶり文通相手と”再会”　浅沼さん（観光協会職員）、被災の高橋さん（石巻市）と視察の渡邊さん（市情報政策担当官）捜し当てる」（第1面）
- 『伊勢新聞』
  - 2011年4月2日「情報政策担当官に渡邊氏　市HP刷新業務を担当」（朝刊・第9面）
- 『八重山日報』
  - 2013年5月27日「FBを架け橋に フォーラムで活用報告」（第4面）
  - 2013年8月6日「前向きな主張で発信を SNS活用で講習会」（第2面）
- 『八重山毎日新聞』
  - 2013年5月26日「FBで海外へ情報発信 きょう活用フォーラム」（第10面）
  - 2013年5月28日「3氏が活用事例紹介 フェイスブックフォーラム」（第6面）
- 『日本農業新聞』
  - 2013年7月10日「交流サイトの活用学ぶ JAあいち知多 Fミズが講習会」（第11面）
- 『朝日新聞』
  - 2013年3月7日「ソーシャルメディア　いいね！　松阪・宇気郷公民館　40～50代が勉強会」（朝刊・第22面）
- 『中部経済新聞』
  - 2014年3月27日「常滑市　りんくう都市を情報発信　知多ケーブルネットなどと提携」（第5面）